# مذبحة سييكوفاتش
مذبحة سييكوفاتش المعروفة أيضا باسم عمليات القتل في سييكوفاتش تشير إلى قتل المدنيين الصرب في سييكوفاتش بالقرب من بوسانسكي برود بالبوسنة والهرسك في 26 مارس 1992. وكان المهاجمون أعضاء في وحدات الجيش الكرواتي والبوشناق. العدد الدقيق للضحايا غير معروف. كان العدد الأولي المبلغ عنه أحد عشر شخصا بينما ذكرت سلطات جمهورية صرب البوسنة 47 جثة إلا أن عمليات استخراج الجثث في سييكوفاتش التي أجريت لمدة أسبوعين في عام 2004 كشفت عن 58 جثة لضحايا من بينهم 18 طفلا.

## الخلفية
بدأ القتال في بوسافينا في 3 مارس 1992 بعد أن أعلن الحزب الديمقراطي الصربي بوسانسكي برود بلدية صربية في محاولة للسيطرة على البوشناق والكروات. أقامت قوات الدفاع الإقليمية الصربية حواجز في البلدة وحاولت الاستيلاء على الجسر الاستراتيجي المهم الذي يربط المدينة بكرواتيا مما دفع الكروات والمسلمين المحليين إلى تشكيل مقر مشترك وطلب المساعدة من الجيش الكرواتي المتمركز عبر الحدود في سلافونسكي برود. وبحسب تقرير محلي سقطت 200 قذيفة على بوسانسكي برود في اليوم الأول للهجوم الصربي. لم يتمكن أي من الجانبين من الانتصار وأرسل جيش يوغوسلافيا الشعبي لواءه الميكانيكي 327 إلى المدينة. بعد وقف إطلاق النار لعدة أسابيع هاجمت قوات جيش يوغوسلافيا الشعبي وميليشيات الصرب البلدة مرة أخرى وأطلقت قصفا مدفعيا كثيفا ونيران القناصة ووقعت أعمال نهب في الحي الكرواتي بالبلدة.
ورد الكروات بالهجوم على قرية سيجيكوفاتش على الجانب الأيمن من نهر سافا على الجانب الآخر من كرواتيا. في ذلك الوقت عندما كانت حرب البوسنة والهرسك على وشك البدء كانت لا تزال مأهولة بالسكان من جميع المجموعات العرقية الثلاث للبوسنة والهرسك. بعد التقارير الأولية في عام 1992 وصل ثلاثة أعضاء من مجلس رئاسة البوسنة والهرسك بطائرة هليكوبتر للتحقيق فيما ورد عن «مقتل عشرات المدنيين». وكان العدد الأولي المبلغ عنه من الضحايا أحد عشر.

## الأحداث
تم تسجيل الشهادات التفصيلية حول جرائم القتل والتعذيب والاغتصاب التي أعقبت احتلال الوحدات الكرواتية للقرية من قبل المحكمة الجنائية الدولية ليوغوسلافيا السابقة ولكن لم يتم توجيه الاتهام إلى أحد وبدلا من ذلك تم تمرير جميع الوثائق إلى المحاكم في سراييفو في عام 2004. كانت المحاكمة جارية في عام 2014. في يوليو 2016 ظهرت شهادة مكتوبة عن جرائم ووثائق تسمح لأعضاء الوحدات الكرواتية بالاعتداء الجنسي على النساء الصرب المسجونات موقعة من القائد المحلي أحمد شوشيفيتش.
قامت سلطات جمهورية صرب البوسنة بتمييز الموقع بنصب تذكاري يسرد قصة 47 ضحية. من بين المتورطين علنا بحسب المزاعم الصربية فإن اللواء 108 من الحرس الوطني الكرواتي (الذي أعيد تسميته بالجيش الكرواتي) وهو فرقة تدخل تابعة لجيش جمهورية البوسنة والهرسك وقوات الدفاع الكرواتية.
في عام 2002 أثناء محاكمة برييدور للمحكمة الجنائية الدولية ليوغوسلافيا السابقة ضد ميلومير ستاكيتش الزعيم السابق لصرب البوسنة والهرسك في برييدور اتصل الدفاع بأحد الناجين من المذبحة المزعومة في سييكوفاتش لدعم الادعاء بأن حرب البوسنة والهرسك لم تكن بسبب الصرب بل بسبب توغل الجيش الكرواتي في الأراضي البوسنية شمال بوسانسكي شاميتس.
في عام 2004 أشارت قاضية محكمة زينيتشا - دوبوي وعضو لجنة اتحاد البوسنة والهرسك للبحث عن المفقودين أنيسة أدروفيتش إلى أن عمليات استخراج الجثث التي استغرقت 14 يوما عثرت على 58 جثة وتم إجراؤها تحت إشراف اللجنة الدولية لشؤون المفقودين. وكان معظم الضحايا من المدنيين الصرب. تم العثور على الجثث الثمانية الأولى التي تم العثور عليها بأشياء شخصية (ملابس، حزام، أزرار، نظارات) لكن الجثث الـ 49 المتبقية لم يكن بها أشياء يمكن أن تساعد في التعرف عليها. وكان من بينهم 18 جثة لأطفال. ذكر مراقبون إمكانية الاتجار غير المشروع بالأعضاء البشرية حيث كان معظم الضحايا عراة.
اشتبه العديد من مسؤولي استخراج الجثث في البداية في أن معظم الضحايا كانوا من المدنيين من فوكوفار بما في ذلك غوران كركمار عضو مكتب جمهورية صرب البوسنة للمفقودين وسلافكو كرولي المدعي العام لمقاطعة دوبوي الذي أشار إلى مركز معلومات فيريتاس. لم يكن هناك ممثلون عن مكتب جمهورية كرواتيا للمفقودين أثناء عملية استخراج الجثث. ادعى سافو شترباك مدير مركز معلومات فيريتاس أن عدد الأطفال الذين تم العثور عليهم يبدو أنه يتجاوز إلى حد كبير عدد الأطفال الذين تم الإبلاغ عن فقدانهم بالفعل من سييكوفاك. اعتبارا من عام 2004 أدرجت فيريتاس 22 طفلا صربيا في عداد المفقودين من مستشفى فوكوفار في عام 1992. قال تومو أراتشيتش رئيس منظمة 92 التي بدأت استخراج الجثث في المقام الأول إنه ليس لديهم معلومات فعلية عن أي من أطفال فوكوفار في سييكوفاتش. ادعى ماركو يوريشيتش رئيس لجنة اتحاد البوسنة والهرسك للمفقودين أن هوية غالبية الجثث غير معروفة وأن التحليلات التي أجراها خبراء الطب الشرعي هي وحدها التي يمكن أن تحدد مثل هذه التفاصيل.
في مايو 2010 زار زعماء جمهورية صرب البوسنة (رايكو كوزمانوفيتش وميلوراد دوديك) والرئيس الكرواتي (إيفو يوسيبوفيتش) والزعيم البوسني البارز (سليمان تيهيتش) الموقع لتقديم الاحترام لحوالي خمسين ضحية من المدنيين في أحداث مارس 1992 في كنيسة القديسة مارينا الأرثوذكسية المحلية. أثار الموقع والزيارة بعض الجدل في كرواتيا مع توجيه مزاعم بارتكاب مخالفات ضد الرئيس يوسيبوفيتش وسلطات جمهورية صرب البوسنة لخطأ نسب بعض الضحايا.